# 賈施雅
賈施雅，CBE，JP（1924年7月3日—2010年12月16日），香港法官及政治人物，早年為香港公務員，繼而在香港司法部任職裁判司及按察司接近30年，及後曾出在1989年至1994年擔任行政事務申訴專員。另外，他亦曾參與香港特區籌委會預委會及香港報業評議會。
中葡混血的賈於1924年出生，他在1939年加入港英政府受聘為文員。他在1950年代獲英国政府頒發獎學金至中殿律師學院深造並考取大律師執業資格，回港後轉至司法部任職裁判司，並在1971年升任地方法院法官，繼而在1979年獲英女皇委任為最高法院原訟庭按察司。他及後在1989年獲香港總督衛奕信委任為首任行政事務申訴專員，至1994年離任。

## 早年生活
賈施雅在1924年7月3日出生於英屬香港的一個漢族和葡萄牙混血的歐亞人商人家庭，他的父親以香港為基地與菲律宾等南洋國家經商。雖然賈的家族為中葡混血，但被華人社會認為是傳統英国人家族。然而，賈沒有跟隨父親遊歷經商，亦沒有按小時候的志願成為醫生，反而在1938年於喇沙書院完成大學預科課程後成為電器技工，再投考港英政府的基層職位。另外，比他年長九年的哥哥域陀·加西亞（Victor Garcia）則在香港報業發展，是南華早報的重臣。

## 公職生涯

### 早年生涯

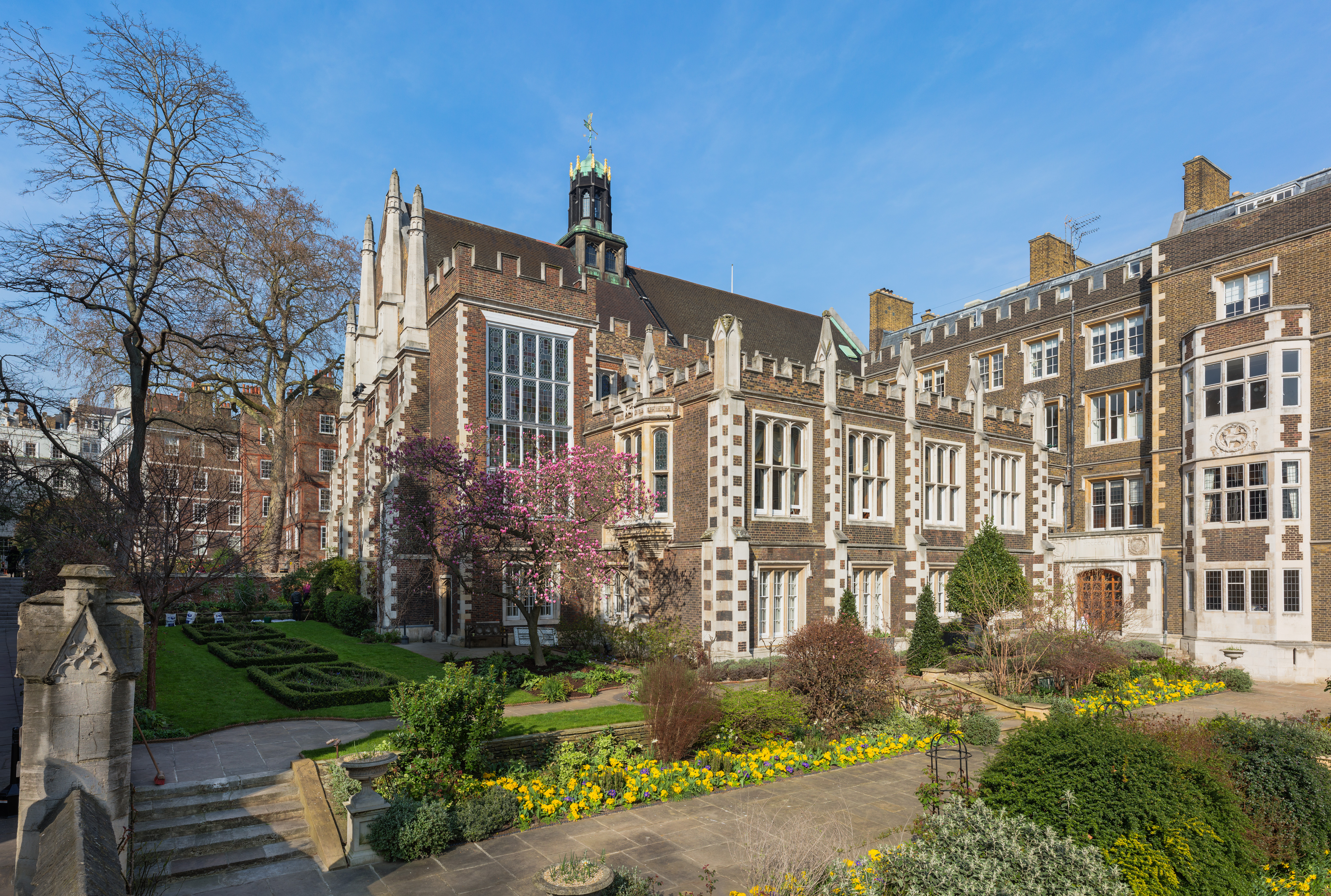
賈施雅在1950年代前往中殿律師學院深造並考獲大律師資格

賈施雅在1939年8月加入港英政府受聘為文員並派往司法部任職，藉此開始參與有關司法範疇的工作。他在1941年2月升任三級秘書文員，並獲安排出任正按察司傳達員。雖然他在1947年曾辭任而中斷公職服務，但他在1951年8月重新入職至註冊總署擔任一級助理註冊官。由於他在政府各部門任職都表現優異，因此獲英国政府發放獎學金於1954年8月至1957年8月至中殿律師學院深造及考取大律師執業資格。他在英国求學及考取執資格時與妻子及兒子居於伦敦肯辛頓，並在數年時間內與家眷經常往來英港兩地。最終，他在1957年如願在中殿律師學院取得大律師執業資格。
在1957年8月返港後，雖然賈繼續留在註冊總署任職一級助理註冊官，但他的實際職務為專科法律助理，處理部門的法律事宜。在1959年4月，他被律政署錄用為見習專科法律專員，但就繼續借調至註冊總署，負責英國駐澳門領事館的工作。不過，他在2個月後並沒有被召回律政署，反而獲安排以借調形式重返司法部任職，獲派至裁判司署擔任暫准委任的裁判司。

### 司法部
在司法部擔任暫委裁判司近一年後，賈施雅在1960年5月獲司法部長期聘任為常任裁判司。他在擔任裁判司時，曾在1961年1月至8月獲安排由裁判司署抽調至香港最高法院出任副司法常務官，亦在1961年8月在出任副司法常務官時同時兼任九龍裁判司署的裁判司。任職八年裁判司後，他在1968年2月進一步晉升為高級裁判司，更獲安排在一個月後署任首席裁判司，並在日內隨即獲確任。他在1970年審訊時，曾因將傷人罪囚犯以藏毒罪成為由加監八個月而被丟鞋襲撃。另一裁判司高富（Paul Corfe）將丟鞋者再度加監六個月，並指出向賈施襲是極端嚴重的行為。賈於1970年至1971年內曾三度兼任地方法院法官職務。及後，他在1971年10月獲升任為地方法院法官，並獲安排在維多利亞地方法院工作。在維多利亞地方法院工作期間，他自1973年起每月均獲得在最高法院出任專員的機會，嘗試暫代按察司的職務，及後亦在1976年機構改組為最高法院原訟庭後繼續每月定期擔任原訟庭專員，以署任原訟庭按察司的職務。
賈在1979年時已成為香港第二資深的地方法院法官，並因最資深的高禮華於即將同年4月退休，故此他在同年2月獲司法部向英廷提名成為最高法院原訟庭按察司，並在3月時得到英女皇伊丽莎白二世卸准上任。港府在1980年起實施即捕即解政策，因而令更多非法入境者偽造香港身份證以逗留香港，賈在1981年修例後公開表示法院會因此大為增加遣返前的罰款及監禁刑期。雖然他在1984年年滿60歲從長期僱用系統退休，但他隨即獲以重行受聘方式繼續出任原訟庭按察司。

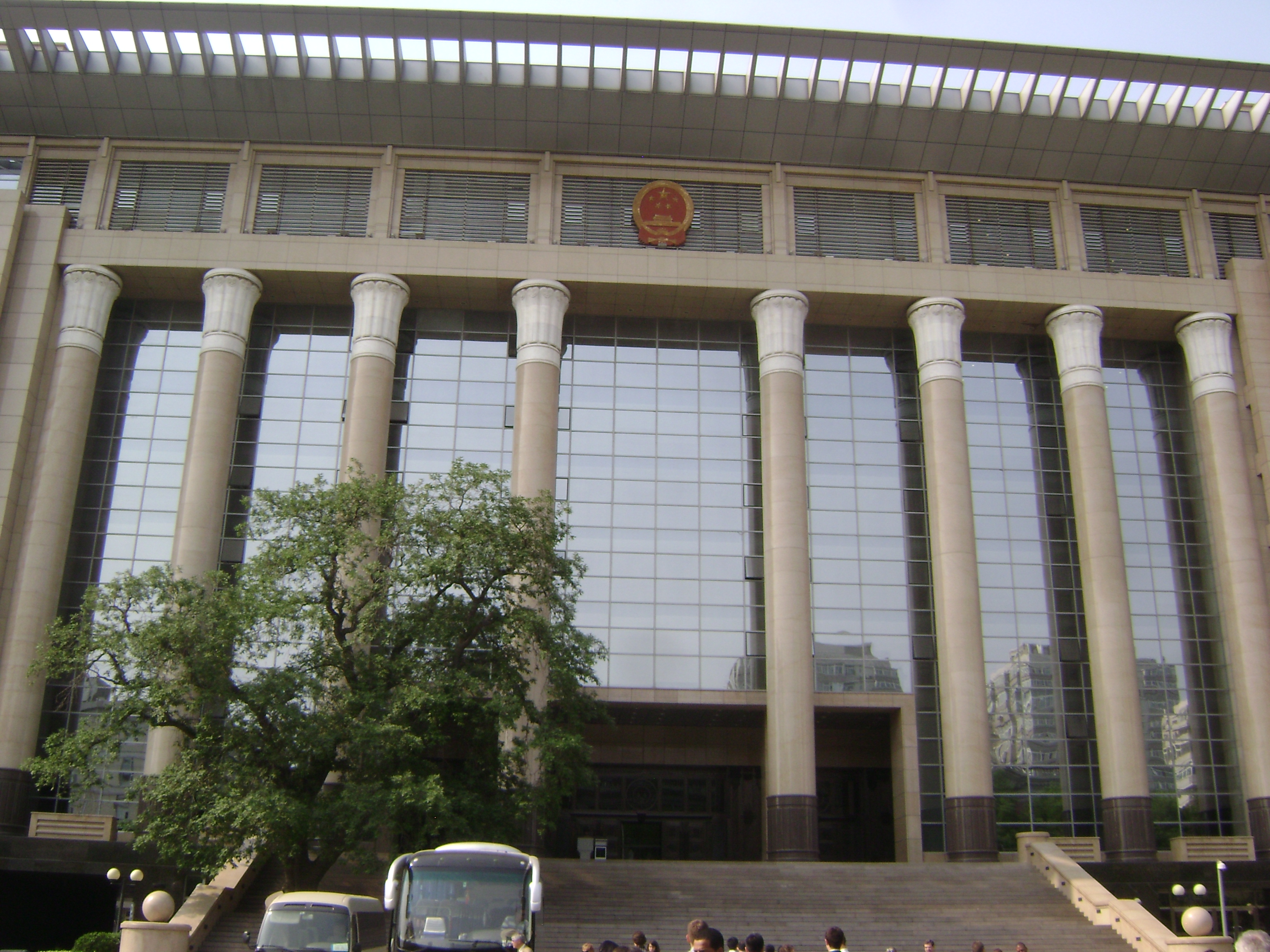
賈施雅曾以香港司法部代表身份受中國最高人民法院邀請訪問中國

賈在出任原訟庭按察司時，他亦出任多項公職，除了加入多個港府委員會外，他亦被中華人民共和國政府招攬出任顧問。在中英聯合聲明簽訂後，中國最高人民法院邀請香港司法部派出代表討論中港兩地司法制度及《香港基本法》的制定程序等，除了羅弼時、李福善、楊鐵樑及廖子明外，賈施雅亦為香港代表團成員之一。賈在行程內到訪北京、西安及廣州等地的司法機關，總結認為香港的司法部更勝一籌。在1985年，雖然賈多次反對自己在香港特別行政區基本法諮詢委員會執行委員會的提名，但因他豐富的香港法律背景及在司法部身任要職的強代表性而被委員們投票委任為執行委員會顧問。當香港總督衛奕信在1987年10月成立離職公務員就業申請諮詢委員會後，賈隨即被邀請擔任創會成員，並被選任為秘書。在1987年至1989年，他也出任香港耆康老人福利會的董事會主席。另外，他更出任撫恤孤寡恩俸計劃、律師費用、香港明愛社會工作等多個委員會的職務。
賈於1988年10月在離港前往西班牙出席長子的音樂會期間，獲港督衛奕信委任為首任行政事務申訴專員，預定在1989年2月上任。他因此辭任原訟庭按察司，並自此離開司法部。香港首席大法官楊鐵樑更在1989年的法律年度開啟典禮的致辭上指出賈工作鐵面無私，並感謝他在司法部的多年貢獻，並認為他獲委任為首任申訴專員是司法部的榮譽。賈在司法部多年的貢獻亦受英廷肯定，他在1989年英女皇壽辰授勳名單獲授予大英帝國司令勳章。

### 申訴專員
港英政府在1988年7月通過法例成立獨立機構行政事務申訴專員公署，以調查有關政府在行政失當上的指控。香港總督衛奕信在同年10月宣佈委任賈施雅出任首任專員，並於1989年2月1日正式上任。賈在上任後立即起行出訪英國國會行政事務專員及瑞典冤情大使，以了解申訴專員的職能及特點。雖然辦公室仍未完工，而正式招牌及標誌仍未完成設計，但賈決定公署必須如期在同年3月1日開始為市民服務。不過，他則著令介紹公署工作的宣傳片必須在3月中放出，以告知公眾公署工作及投訴途徑。
公署初期的投訴必須經行政立法兩局議員辦事處轉達，而監管範圍則為港英政府的各個部門。不過，皇家香港警務處及總督特派廉政專員公署則鮮有地合作對抗申訴專員公署，並一同批評申訴專員職權過大，而賈更被指責因兼任投訴警方事宜監察委員會委員而造成不公，結果港府將兩部門在申訴專員公署監管範圍內剔除。及後，賈提出公署的案件應由公署直接受理，而公署的職權亦應擴大至香港公營機構，以及警方監察機構應由現時部門的委員會升級為港督委任的委員會，而三個建議都得到通過。除此之外，賈亦在1991年10月3日獲港府奉為非官守太平紳士。

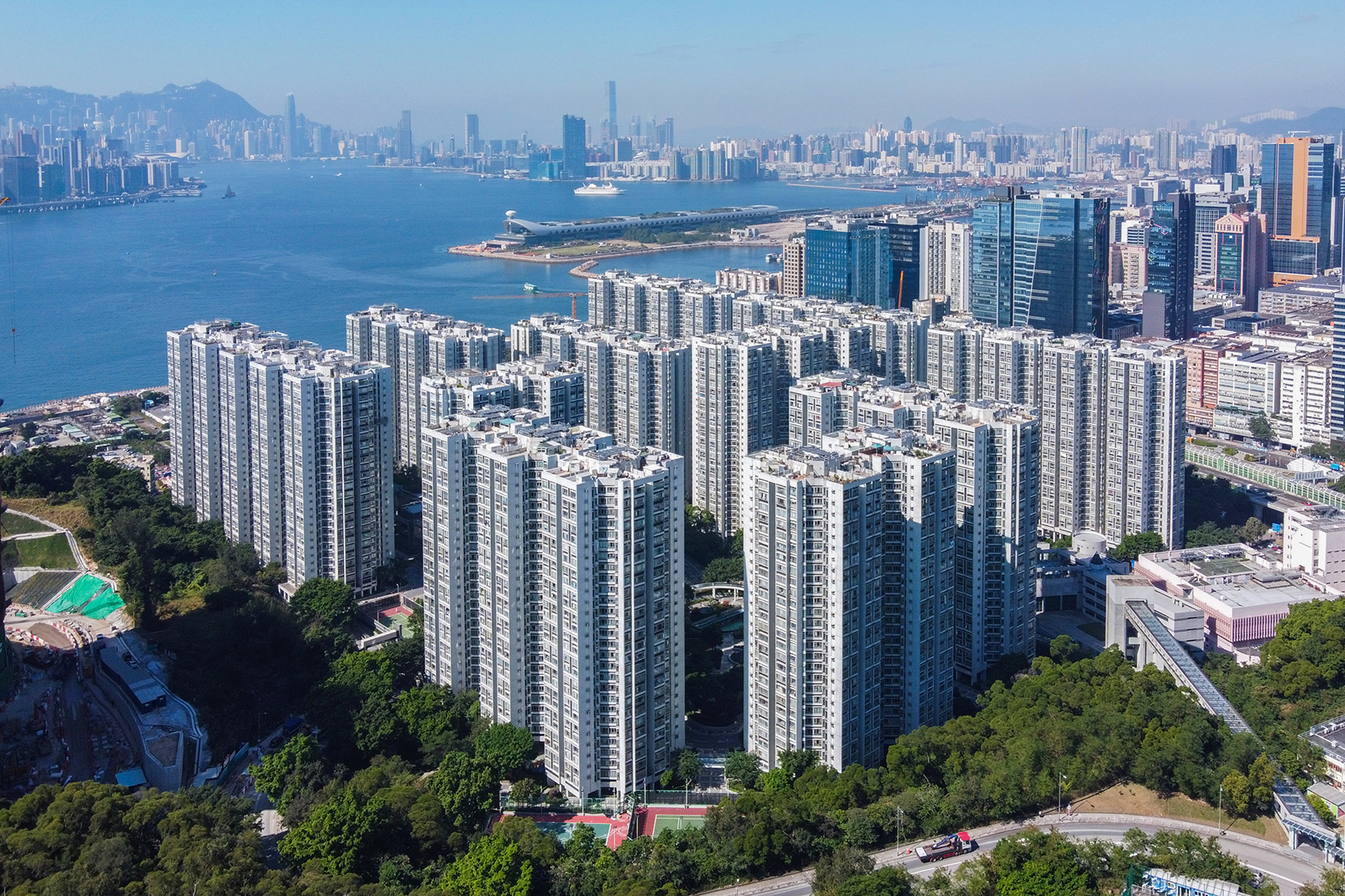
賈施雅曾駁回麗港城居民對設立精神病中心的投訴

然而，多個政府部門仍繼續傳出對公署的權力及審查工作日生不滿，但賈認為公署與各部門關系良好，而部門亦願意合作。在1993年3月，賈接獲香港地球之友按香港高等法院判決的投訴，調查漁農處在批准八仙嶺郊野公園內興建高爾夫球場及清水灣郊野公園內劃出堆填區域，而參與審核的環境保護署亦因此同被調查。對郊野公園的調查報告在賈卸任後公開，他認為港府對環境改善的承諾大多為權宜之計，而沒有實質幫助，並促請港府修例避免部門間以雙重標準審批發展郊野公園的建議。不過，賈在1993年5月則曾駁回麗港城居民投訴社會福利署在民居附近設立精神病康復中心，但同時又批評署方沒有充分諮詢觀塘區議會。另外，市政局及區域市政局在1993年6月均強烈反對申訴專員監管兩個市政局，並認為申訴專員不應干涉議會主權，但方案在港督彭定康支持下由行政署長吳榮奎於同年7月提交香港立法局並得以通過。
最後，賈在1994年1月31日卸任專員一職，並由蘇國榮接任。他在港督彭定康於1993年11月決定不續任時，曾表示自己熱愛申訴專員的工作及希望留下，但即使身體健康及工作高效也應該考慮到高齡而退位讓賢。

## 退休生活及逝世
賈施雅在卸任行政事務申訴專員後，透過成為增補委員形式加入香港特區籌委會預委會並參與法律相關的籌備工作，審視包括「皇家」等法例條文的處理守則等事宜。他亦一度被認為是1996年香港特別行政區行政長官選舉的潛在候選人之一，亦在各在民意調查上位居熱門人選之一。年屆72歲的他在1996年9月中一度宣佈考慮參選，不過他最後並沒有參選。在澳門治權於1999年移交前，澳門曾一度傳出會邀請他出任澳門終審法院院長。
除了政治活動，賈在2000年7月成立香港報業評議會時出任創會會員，並在會員公投之下當選副主席。他親自為評議會處理會方收到的第一宗投訴，出任投訴委員會主席並裁定該報社須向投訴人致歉。隨後數年，他積極為報評會工作，並成功為報評會在社會上建立廣泛的公信力。然而，他曾在社交場合抱怨很多報章違規個案因當時人沒有尋求評議會處理而未能作出懲處。他在2010年12月16日於跑馬地的家中失去意識，並在救護車將他送抵律敦治醫院時宣告死亡，行政長官曾蔭權等均表示哀悼。

## 個人生活
賈施雅與洋名為希達（Hilda）的華人女子在1940年代結婚，並育有兩子，而其中幼子為高思雅。賈的長子及幼子均為親生，但因家中習俗以英文為主，因此兩子均沒有跟從華人姓名慣例取「賈」字為姓，而是分別取了「謝」及「高」字為姓，曾引來屬養子的疑雲。
賈個人興趣為收集、旅遊、攝影及閱讀，曾出訪美国、苏联及印度等國，亦因妻子擅長中国艺术而對中藝產生興趣。賈的長子熱愛音樂並以此為事業，在世界各地均曾舉辦音樂會，而賈的幼子高思雅則為電影藝術家，但在大學畢業後被賈催促返港投考港府的政務主任職系，及後於1994年與父親一同退休回歸電影界，並曾出任香港國際電影節協會總監。

## 榮譽

### 勳銜
- 大英帝國司令勳章 （C.B.E.）（1989年英女皇壽辰授勳名單（英语：1989 Birthday Honours）；1989年6月17日）[20]
- 非官守太平紳士（J.P.）（1991年10月3日）[32]

### 頭銜
- 賈施雅裁判司（The Honour Judge Arthur Garcia，1971年10月25日－1979年3月19日）
- 賈施雅按察司（The Honorable Arthur Garcia，1979年3月20日－1988年12月31日）
- 賈施雅（The Honorable Arthur Garcia，1989年1月1日－1989年6月16日）
- 賈施雅，CBE（The Honorable Arthur Garcia, CBE，1989年6月17日－1991年10月2日）[20]
- 賈施雅，CBE，JP（The Honorable Arthur Garcia, CBE, JP，1991年10月3日－2010年12月16日）[20][32]
  - 香港特別行政區政府不使用英國授勳及嘉獎頭銜：

賈施雅，JP（Arthur Garcia, JP，1997年7月1日－2010年12月16日）